# Biscutella
Biscutella L. è un genere di piante appartenente alla famiglia Brassicaceae, distribuito in buona parte dell'Europa e dell'area mediterranea.
Il suo nome deriva dalla forma caratteristica del frutto, una siliqua formata da due carpelli rotondeggianti e schiacciati, accostati fra di loro come due scudetti.

## Tassonomia
In questo genere sono riconosciute le seguenti specie:
- Biscutella alcarriae A.Segura
- Biscutella ambigua DC.
- Biscutella apuana Raffaelli
- Biscutella arvernensis Jord.
- Biscutella atlantica (Maire) Greuter & Burdet
- Biscutella atropurpurea Mateo & Figuerola
- Biscutella auriculata L.
- Biscutella bilbilitana Mateo & M.B.Crespo
- Biscutella boetica Boiss. & Reut.
- Biscutella brevicalcarata (Batt.) Batt.
- Biscutella brevicaulis Jord.
- Biscutella brevifolia (Rouy & Foucaud) Guinea
- Biscutella calduchii (O.Bolòs & Masclans) Mateo & M.B.Crespo
- Biscutella caroli-pauana Stübing, Peris & Figuerola
- Biscutella cichoriifolia Loisel.
- Biscutella conquensis Mateo & M.B.Crespo
- Biscutella controversa Boreau
- Biscutella coronopifolia L.
- Biscutella didyma L.
- Biscutella divionensis Jord.
- Biscutella dufourii G.Mateo & M.B.Crespo
- Biscutella ebusitana Rosselló & L.Sáez
- Biscutella eriocarpa DC.
- Biscutella flexuosa Jord.
- Biscutella fontqueri Guinea & Heywood
- Biscutella frutescens Coss.
- Biscutella glacialis (Boiss. & Reut.) Jord.
- Biscutella gredensis Guinea
- Biscutella guillonii Jord.
- Biscutella incana Ten.
- Biscutella intermedia Gouan
- Biscutella laevigata L.
- Biscutella lima Rchb.
- Biscutella lucentina M.B.Crespo & Mateo
- Biscutella lyrata L.
- Biscutella maestratensis Mateo & M.B.Crespo
- Biscutella marinae M.B.Crespo, Mateo & Solanas
- Biscutella maritima Ten.
- Biscutella mauritanica Jord.
- Biscutella mollis Loisel.
- Biscutella neustriaca Bonnet
- Biscutella ossolana (Raffaelli & Baldoin) Landolt
- Biscutella pichiana Raffaelli
- Biscutella pseudolyrata A.Vicente, M.Á.Alonso & M.B.Crespo
- Biscutella raphanifolia Poir.
- Biscutella rotgesii Foucaud
- Biscutella scaposa Sennen ex Mach.-Laur.
- Biscutella sclerocarpa Revel
- Biscutella segurae Mateo & M.B.Crespo
- Biscutella sempervirens L.
- Biscutella turolensis Pau ex M.B.Crespo, Güemes & Mateo
- Biscutella valentina (Loefl. ex L.) Heywood
- Biscutella variegata Boiss. & Reut.

### Specie italiane
In Italia sono presenti 19 taxa (fra specie e sottospecie) riferibili a due sottogeneri:
1. subgen. Jondraba , caratterizzato da specie annue, con petali saccati e numero cromosomico 2n=16;
2. subgen. Biscutella suddivisibile in due sezioni: sect. Biscutellae e sect. Laevigatae. La prima sezione raccoglie specie annue, con petali gradualmente attenuati verso la base e numero cromosomico 2n=16[4]; la seconda comprende specie perenni, con petali bruscamente ristretti verso la base che è auricolata e numero cromosomico 2n=18 e 2n=36.[5]

Subgen. Jondraba (Medik.) Cosson - Specie erbacee annuali
- Biscutella cichoriifolia Loisel - Diffusa dai Pirenei alla Francia meridionale (fino al massiccio del Giura), all'Italia settentrionale e centrale, alla penisola Balcanica. Sul nostro territorio è presente in Liguria, Piemonte, Lombardia, Veneto, Toscana, Marche e Abruzzo; per queste ultime due regioni i dati sono da confermare.

Subgen. Biscutella sect. Biscutellae - Specie erbacee annuali
- Biscutella maritima Ten. - Specie endemica italiana, presente in Liguria (qui introdotta, non spontanea), in Toscana (solo nell'Isola di Gorgona), lungo la fascia costiera e collinare del Lazio e della Campania, in Calabria e in Sicilia. La sinonimizzazione di questa specie con Biscutella lyrata è errata in quanto quest'ultima specie appartiene alla flora spagnola ed è caratterizzata da un assetto cromosomico diverso (2n=12)[6].
- Biscutella didyma L.
  - Biscutella didyma L. subsp. didyma - Sporadica in Campania e Basilicata, più comune in Puglia, dal Gargano alla piana di Otranto. Incolti aridi, garighe, radure della macchia e dei boschi in pianura e in collina, fra 0 e 700 m.
  - Biscutella didyma L. subsp. ciliata (DC.) Vis. - Sporadica in Campania e Basilicata, più comune nel Gargano e nel tavoliere pugliese. Rispetto alla subsp. didyma predilige le formazioni boschive e i versanti più freschi all'interno delle gravine; presente in Sardegna (in passato ritenuta specie a sé, Biscutella morisiana).[7]

Subgen. Biscutella sect. Laevigatae (Malin.) Guinea - Specie erbacee perenni
La sect. Laevigatae è costituita in Italia da 6 taxa tetraploidi (2n=36) e da 8 taxa diploidi (2n=18). La subsp. laevigata (tetraploide) è senz'altro la più diffusa ed è presente con continuità in tutto l'arco alpino e lungo l'Appennino, fino al Monte Pollino. Le altre sottospecie tetraploidi (tutte endemiche) hanno una distribuzione più limitata, circoscritta a particolari aree geografiche o a particolari tipi di substrato (calcareo o serpentinoso). Le popolazioni della subsp. laevigata si sarebbero originate per autopoliploidia dai diploidi presenti in pianura o nella bassa montagna, in quelle aree montuose lasciate libere dai ghiacci quaternari.. I taxa diploidi, di origine più antica, sono rappresentati da alcune specie montane e da numerose specie di pianura o di bassa montagna distribuite in sequenza e su aree distinte lungo il versante tirrenico della Penisola, dal confine con la Francia fino all'Appennino Calabrese.
Taxa tetraploidi (2n=36 cromosomi)
- Biscutella laevigata L. 
  - Biscutella laevigata L.  subsp. laevigata - Alpi, Prealpi, Appennino, fino al M. Pollino. Su prati, pascoli, sfatticci detritici (300–2300 m).
  - Biscutella laevigata L. subsp. ossolana Raffaelli et Baldoin - Piemonte: Alta Val Formazza. Pascoli rocciosi e sfatticci detritici, anche calcarei (1700–2400 m).
  - Biscutella laevigata L. subsp. hispidissima (Posp.) Raffaelli et Baldoin - Friuli Venezia Giulia: Trieste, Val Rosandra e M. Spaccato. Substrat detritico calcareo, a bassa quota (100–200 m).
  - Biscutella laevigata L. subsp. lucida (Balbis ex DC.) Mach-Laur. - Trentino Alto Adige: Valle del Sarca (Dro, Arco),Val di Ledro; Val d'Ampola. Veneto: Monti Lessini. Erbosi rocciosi, anche sotto copertura arborea, 200–700 m.
  - Biscutella laevigata L. subsp. prinzerae Raffaelli et Baldoin - Emilia:M. Prinzera, M. Bardone, Roccaprebalza. Pascoli rocciosi detritici su suoli serpentinosi, 300–500 m.
  - Biscutella laevigata L. subsp. australis Raffaelli et Baldoin - Abruzzo: Maiella, M. Morrone, M. Sirente, M. Velino, Massiccio dell'Argatone. Pascoli aridi rocciosi, 500–1500 m.

Taxa diploidi (2n=18 cromosomi)
- Biscutella prealpina Raffaelli et Baldoin - Veneto: Endemismo delle Prealpi Vicentine e Monti Lessini. Erbosi rocciosi, su substrato calcareo, 900–1500 m.
- Biscutella brevicaulis Jordan - Piemonte: Alta Val di Susa, Vallone della Rho e Melezet. Pascoli rocciosi e ghiaioni detritici calcarei , 1400–2700 m.
- Biscutella ambigua DC. (Syn. Biscutella nicaeensis Jordan - Colline costiere da Nizza a Bordighera.
- Biscutella apuana Raffaelli - Specie endemica. Versilia e pendici calcaree delle Apuane, fr 200 e 1300 m.
- Biscutella pichiana
  - Biscutella pichiana Raffaelli subsp. pichiana - Toscana: Endemismo dei Monti Livornesi, Volterrano, Colognole, M. Calvi. Vive su substrati serpentinosi.
  - Biscutella pichiana Raffaelli subsp. ilvensis Raffaelli - Endemismo dell'Isola d'Elba: graniti del Monte Capanne, ma anche su substrati calcarei di altre zone dell'isola.
- Biscutella mollis Loisel. - Toscana: Endemica dei Monti dell'Uccellina, Alberese, M. Argentario. Lazio: monti sopra Gaeta, colline di Itri
- Biscutella incana Ten. - Endemica del M. Pollino e Appennino di Morano Calabro.